# Шаля Іван
Іва́н Шаля́ (* 1891, Журахівка), мовознавець родом з с. Журахівки на Прилуччині. Після закінчення Петроградського університету (1916) працював інспектором народної освіти в Переяславі, потім у Києві, з 1920 року викладач Київського, з 1926 — Кубанського педагогічного інституту. При розгромі українських інституцій на Кубані (1933) заарештований і засланий. Автор (разом із П. Горецьким) найпопулярнішого і найґрунтовнішого на той час підручника «Українська мова» (8 вид., 1926 — 29), з українсько-російськими вправами (і текстами партійно-політичного спрямування) і статті про українську літературну мову на Кубанщині (1929).